# Balvanyos
Balvanyos (en hongarès: Bálványos) són unes termes dels comtat de Covasna, a l'est de Transsilvània, al centre de Romania. Es troba a una altitud de 840 a 950 m als vessants sud de les muntanyes de Bodoc, uns 67 km de Sfântu Gheorghe, seu del comtat. L'spa es troba a prop de les ruïnes de la ciutadella de Balvanyos del segle XI (en romanès: Cetatea Balvanyos, hongarès: Bálványosvár).
El balneari és un dels diversos elements hidrotermals i volcànics de la regió. És 10 km del llac de Sfânta Ana, únic en aquesta part d'Europa. A prop també es troba una característica geològica coneguda localment com "El cementiri dels ocells", un precipici amb emanació de sulfur d'hidrogen.
El balneari és conegut des de fa segles per les seves propietats de salut, però només ha estat explotat comercialment com a balneari des de la construcció l'any 1938 del Grand Hotel Balvanyos, un hotel de 4 estrelles.

## Galeria

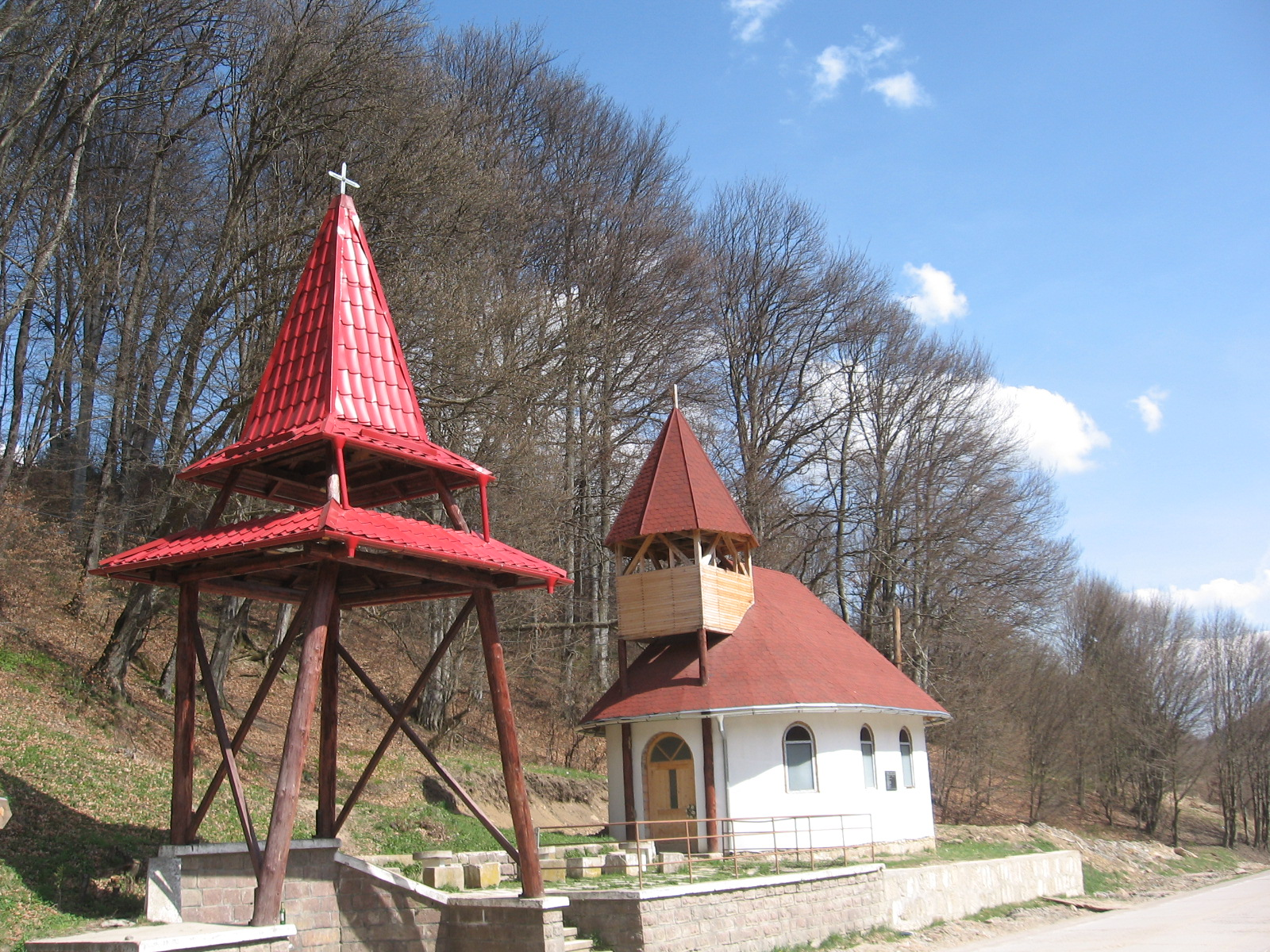
La capella
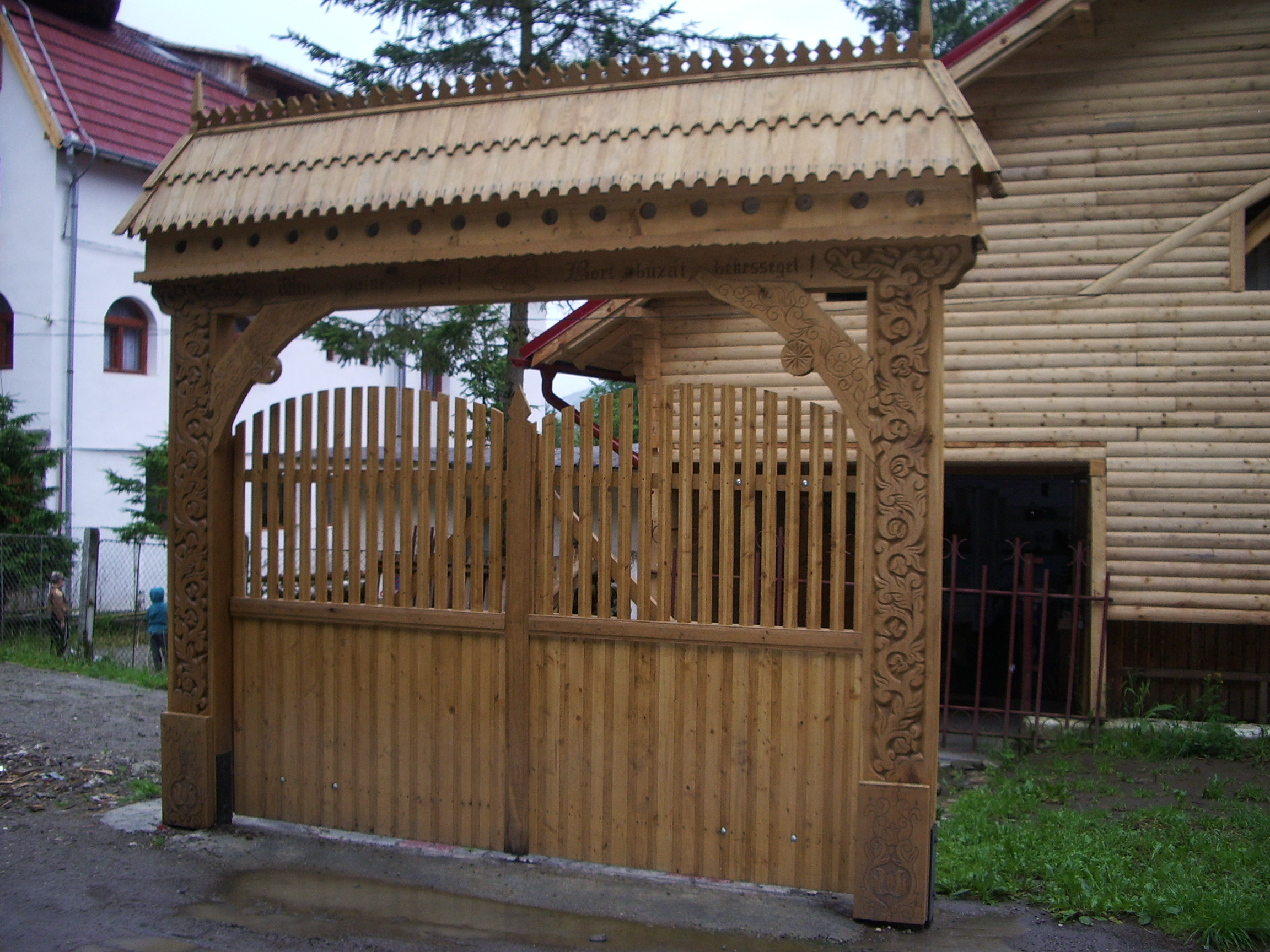
Una porta Székely
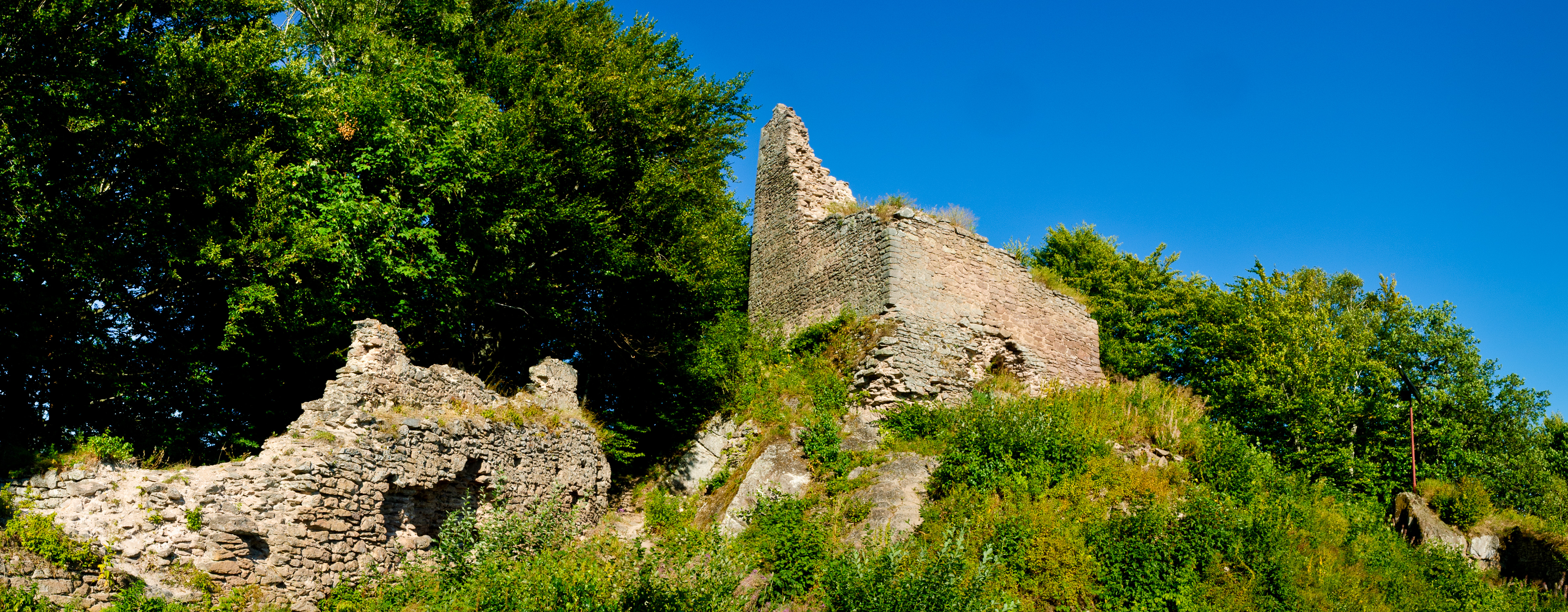
Ciutadella de Balvanyos
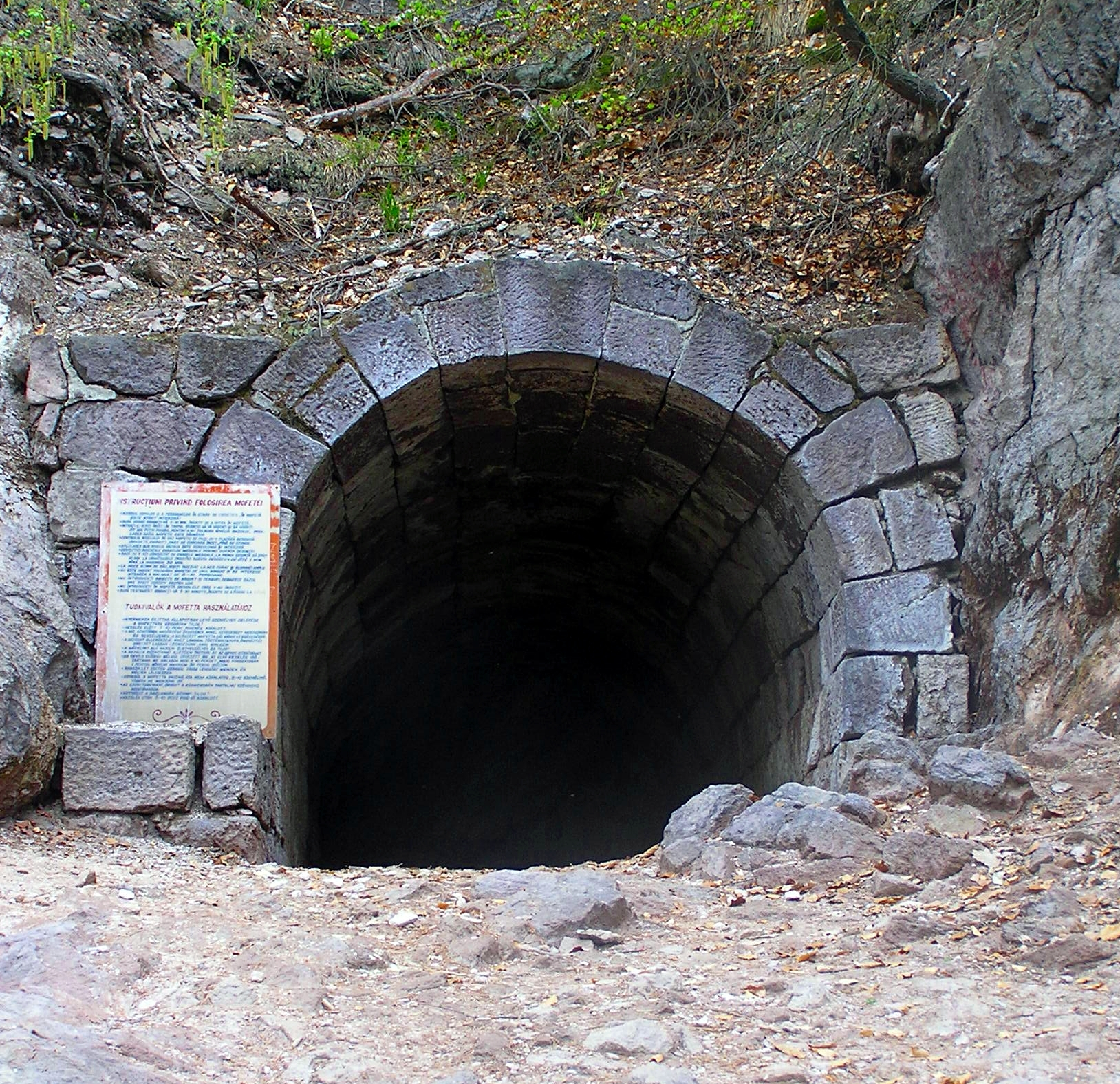
Cova pudent de Torja